# Ammi
- Commons
- Wikispecies

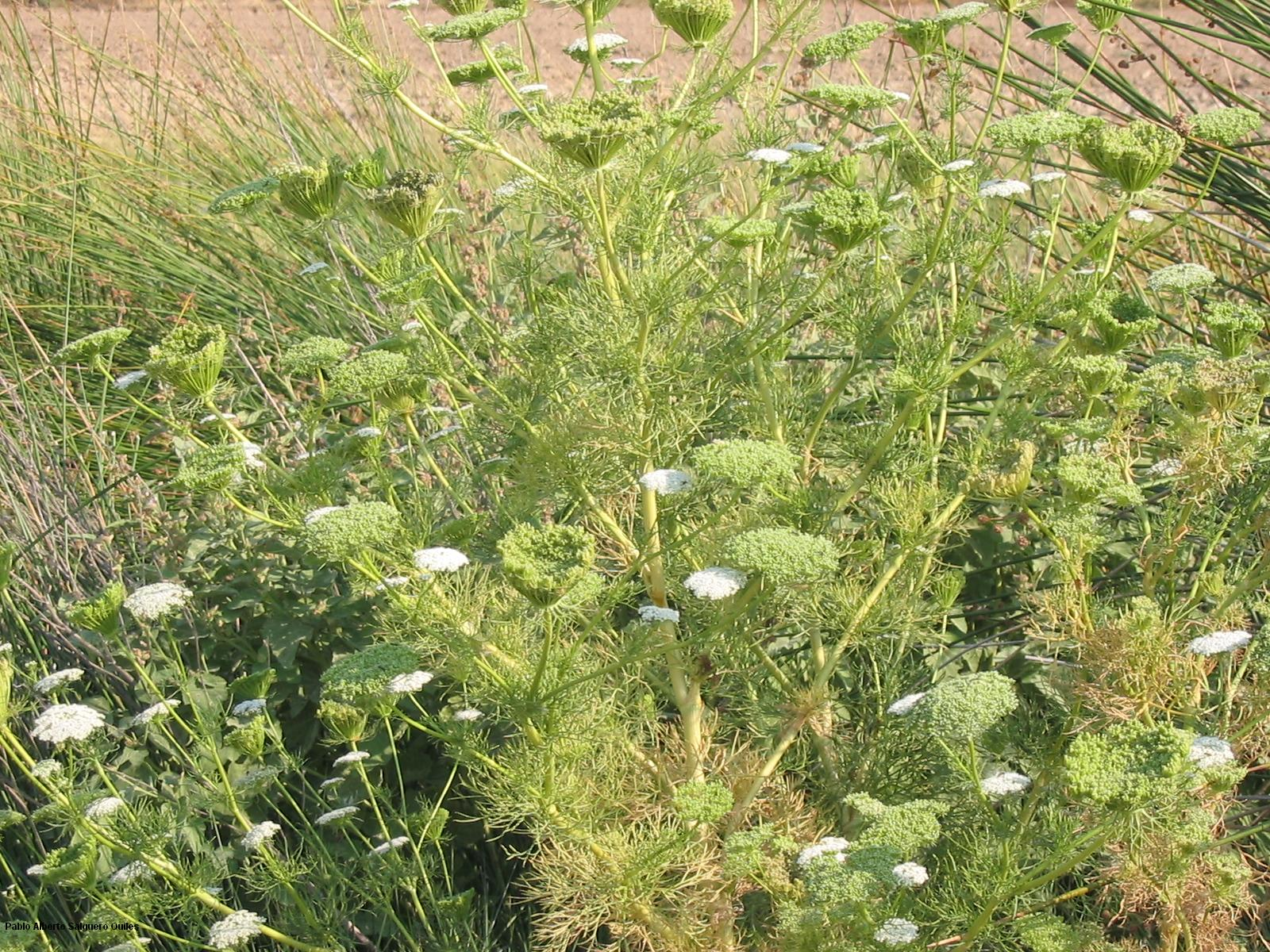
Ammi visnaga.

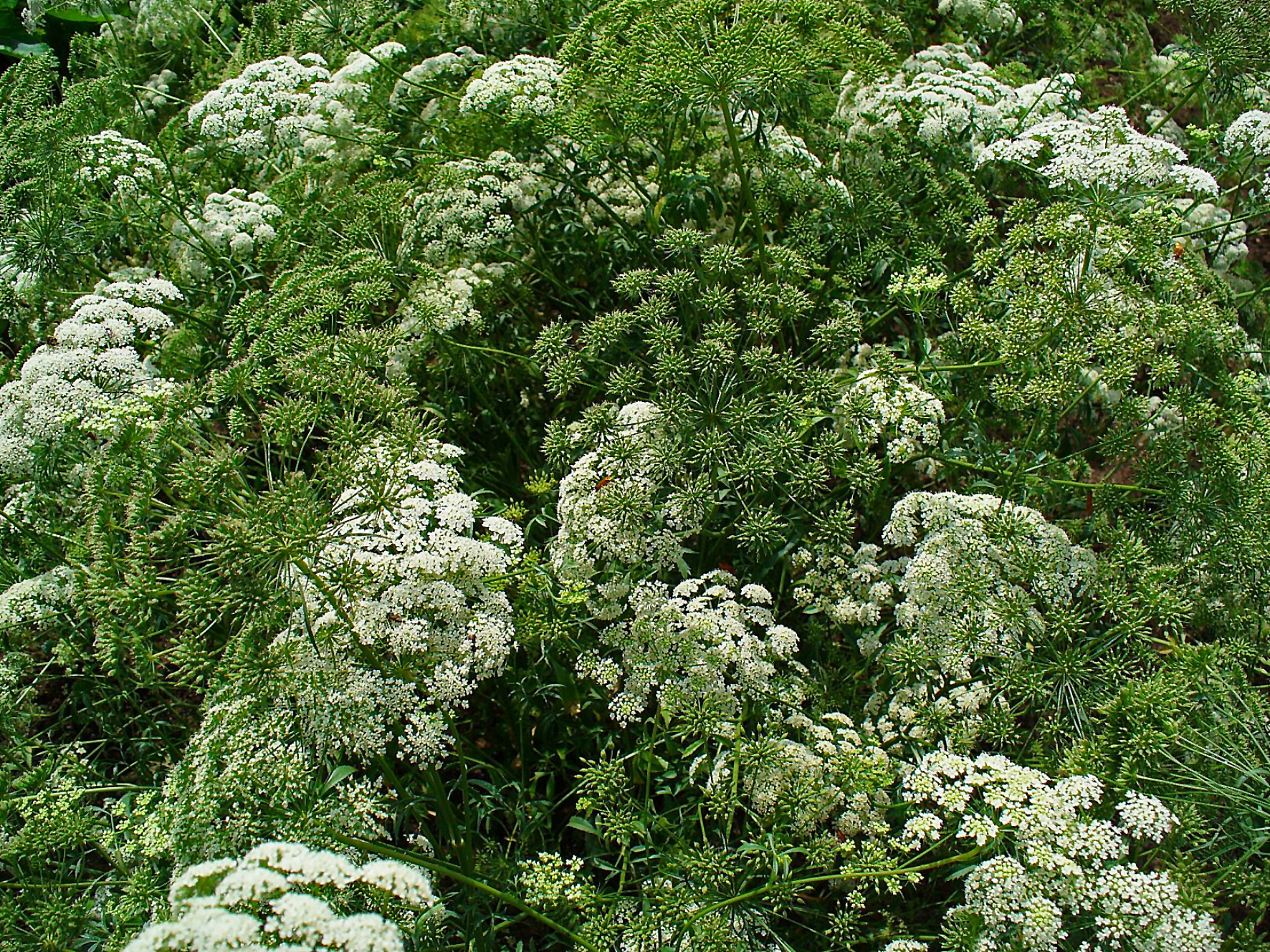
Ammi majus.

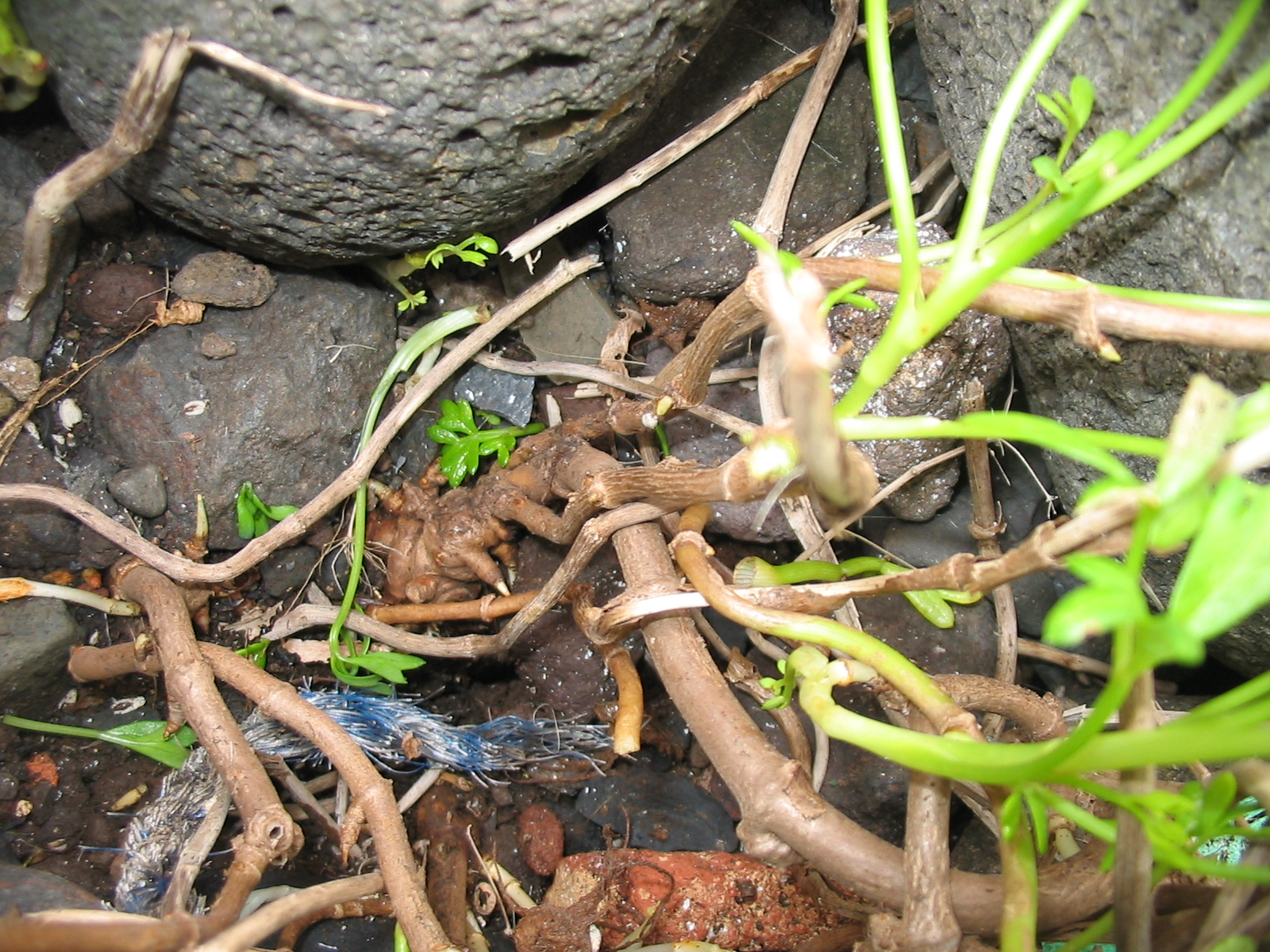
Caule basal de Ammi trifoliatum.

Ammi L. (do grego: ammos; "areia") é um género botânico pertencente à família Apiaceae. O género é nativo do sul da Europa, norte de África e sudoeste da Ásia. As plantas pertencentes ao género são muito ricas em óleos essenciais e outras substâncias com actividade biológica, entre as quais furocromina e derivados e precursores da cumarina. As espécies A. majus e A. visnaga são actualmente de distribuição cosmopolita, comuns em ambientes ruderais, terrenos incultos e bermas de estrada nas regiões temperadas e subtropicais de ambos hemisférios.

## Descrição
A espécies do género Ammi são ervas anuais, raramente perenes, erectas, caulescentes, ramificadas, essencialmente glabras, com raízes axonomorfas delgadas.
As folhas são pecioladas, ternado-pinadas ou pinado-dissecadas, com algumas folhas basais por vezes simples, membranáceas, com folíolos terminais ovado-lanceolados a filiformes. Os pecíolos são embainhantes.
As flores agrupam-se em inflorescências do tipo umbela compostas laxa. Os pedúnculos são terminais e axilares. O invólucro é constituído por numerosas brácteas, geralmente divididas. Os raios são numerosos, patente-ascendentes, algumas vezes engrossando e endurecendo ao maturar. Apresentam um involucelo constituído por numerosas bracteolas mais curtas que os frutos. Os pedicelos são patentes a ascendentes. O cálice é lobado, os dentes diminutos, com pétalas ovadas a obovadas, brancas, com ápice largo, inflexo, bilobado. Os estilos são delgados, mais longos que o estilopódio, que é cónico.
Os frutos são oblongos a ovóides, comprimidos lateralmente, glabros, com mericarpos subteretes. O carpóforo é inteiro ou bipartido, com 5 sulcos. As sementes são agudas mas não aladas; vitas solitárias nos intervalos, 2 nas comissuras, com superfície plana.
As espécies pertencentes a este género são ricas em óleos essenciais e outras substâncias com actividade biológica, entre as quais furocromina, derivados e precursores da cumarina, cânfora e carvona e glicosídeos flavonóides (entre os quais quercetina e kaempferol).
Esta riqueza em óleos essenciais levou a que algumas espécies tenham larga e antiga utilização na medicina tradicional, em especial no tratamento de afecções cutâneas, e que se tenham desenvolvido diversos cultivares de A. majus e de A. visnaga.

## Taxonomia
O género foi descrito por Carolus Linnaeus e publicado em Species Plantarum 1: 243. 1753. A espécie tipo é Ammi majus L..
A etimologia do nome genérico Ammi poderá derivar do latim ammos (areia) ou, segundo Umberto Quattrocchi, de um antigo nome latino de uma planta umbelífera.

## Espécies
Embora diferentes fontes apresentem um número de espécies que varia entre 6 e 40, o género Ammi incluirá cerca de 40 espécies:
- Ammi acaule
- Ammi anethifolium
- Ammi boeberi
- Ammi broussonetii
- Ammi capillaceum
- Ammi cicutaefolium
- Ammi cicutarium
- Ammi copticum
- Ammi costatum
- Ammi crinitum
- Ammi daucifolium
- Ammi daucoides
- Ammi dilatatum
- Ammi divaricatum
- Ammi ehrenbergii
- Ammi elatum
- Ammi ferulaceum
- Ammi ferulaefolium
- Ammi glaucifolium
- Ammi huntii
- Ammi indicum
- Ammi intermedium
- Ammi majus
- Ammi meoides
- Ammi minus
- Ammi paucifolium
- Ammi pauciradiatum
- Ammi petroselinoides
- Ammi procerum
- Ammi pumilum
- Ammi pyrenaicum
- Ammi rubricaule
- Ammi saxatile
- Ammi seubertianum
- Ammi thracicum
- Ammi topalii
- Ammi trachycarpum
- Ammi trifoliatum
- Ammi visnaga

## Classificação do género
| Sistema | Classificação                    | Referência               |
| ------- | -------------------------------- | ------------------------ |
| Linné   | Classe Pentandria, ordem Digynia | Species plantarum (1753) |